# Nobuyuki Abe
Nobuyuki Abe (24 de Novembro de 1875 — 7 de Setembro de 1953) foi um político do Japão. Ocupou o lugar de primeiro-ministro do Japão de 29 de agosto de 1939 a 15 de janeiro de 1940.